# Recorded Music NZ
Recorded Music NZ (anteriorment Recording Industry Association of New Zealand (RIANZ)) és una associació professional sense ànim de lucre dels productors discogràfics, distribuïdors i artistes que venen música a Nova Zelanda. La composició de la RIANZ està oberta a qualsevol etiqueta discogràfica que opera Nova Zelanda, i està dominada per discogràfiques nord-americanes i del Regne Unit, les quals, posseeix les quatre discogràfiques més grans que són: (EMI, Sony Music, Universal Music i Warner Music), que són quatre dels cinc membres més grans del total de la RIANZ.

## La pirateria
La RIANZ va ser fonamental en l'intent d'introduir una versió possible de la Secció 92 de l'Article del Copyright Act. L'esmena hauria requerit que els ISPs a Nova Zelanda, per desconnectar als usuaris acusat però no condemnat per la descàrrega de material amb drets d'autor, la primera llei d'aquest tipus al món. L'esmena i, en conseqüència de les accions de la RIANZ han estat molt criticats. ISP va descriure la llei com "una llei defectuosa profundament que soscava els drets fonamentals i simplement no funcionarà", mentre que milers d'artistes s'han unit a la Campanya per a l'Equitat de Dret d'Autor que expressaven la seva "decepció" per la postura de la RIANZ. No obstant això, la versió va ser llançada en última instància, i el nou article 92, posteriorment ha estat proposat.

## Premis
Els New Zealand Music Awards es concedeixen anualment per la RIANZ pels seus destacats assoliments artístics i tècnics en el camp de l'enregistrament. Els premis són un dels majors premis que un grup o artista pot rebre en la música a Nova Zelanda. Els premis s'han presentat cada any des de 1965.

## Certificacions
Un senzill o l'àlbum, reuneix els requisits per a una certificació de platí si és superior a les 15.000 còpies enviades als detallistes i una certificació d'or per 7.500 còpies enviades.
En els DVD de música (abans de vídeos), una acreditació d'or representava a l'origen a les 2.500 còpies enviades, amb una acreditació de platí que representa a 5.000 unitats venudes.
| Àlbums i senzills | Àlbums i senzills | DVD musicals | DVD musicals |
| ----------------- | ----------------- | ------------ | ------------ |
| Or                | Platí             | Or           | Platí        |
| 7.500             | 15.000            | 2.500        | 5.000        |

## Altres activitats
La RIANZ de Nova Zelanda gestiona la norma internacional Codi d'enregistrament (ISRC) com a organisme nacional, i assigna el país en el primer lloc als membres del propietari Codis per a la codificació de tots i àudio-visuals enregistraments d'àudio, com un mètode d'identificació.
RIANZ és un membre de la Federació Internacional de la Indústria Fonogràfica (IFPI) i està afiliat amb altres grups de la indústria nacional que registra com el Australian Record Industry Association Ltd (ÀRIA) i la British Phonographic Industry Ltd (BPI).
RIANZ treballa en estreta col·laboració amb NZ Federation Against Copyright Theft (NZFA©T) que representa als productors de pel·lícules. NZFACT està afiliada a la Motion Picture Association (MPA).